# Abong-Mbang
Abong-Mbang é uma cidade dos Camarões localizada na província do Leste. Abong-Mbang é a capital do departamento de Haut-Nyong.